# Petri Kokko (Eiskunstläufer)
Petri Mikael Kokko (* 21. Februar 1966 in Helsinki) ist ein ehemaliger finnischer Eiskunstläufer, der im Eistanz startete.

## Biografie
Gemeinsam mit seiner Partnerin Susanna Rahkamo nahm Kokko ab 1986 an internationalen Wettbewerben teil. Die erste Medaille gewannen sie bei der Europameisterschaft 1993; sie belegten den dritten Platz. Ihre erste Weltmeisterschaftsmedaille gewannen sie als Dritte bei der Weltmeisterschaft 1994. Es waren die ersten Medaillen für Finnland im Eistanz.
1995 gewannen Kokko und Rahkamo in Dortmund als erste Finnen überhaupt die Europameisterschaft. Bei der Weltmeisterschaft wurden sie Zweite. Ihre Kürmusik war ein Medley von den Beatles (Yesterday, A hard day’s night). Kokko und Rahkamo nahmen an zwei Olympischen Spielen teil. 1992 in Albertville belegten sie den sechsten und 1994 in Lillehammer den vierten Platz.
Sie trainierten in Oberstdorf bei Martin Skotnický und dem Choreographen Werner Lipowski. 1996 sah man sie im Videoclip von Beyond the invisible des Musikprojektes Enigma.
1995 beendete Kokko seine Amateurkarriere und wechselte ins Profilager. Das Eistanzpaar heiratete und hat zwei Kinder.
Heute (Stand 2012) arbeitet Kokko als Manager bei Google in Deutschland, nachdem er vorher für Nike Finnland im Marketing tätig war.

## Ergebnisse

### Eistanz
(mit Susanna Rahkamo)
| Wettbewerb / Jahr         | 1986 | 1987 | 1988 | 1989 | 1990 | 1991 | 1992 | 1993 | 1994 | 1995 |
| ------------------------- | ---- | ---- | ---- | ---- | ---- | ---- | ---- | ---- | ---- | ---- |
| Olympische Winterspiele   |      |      |      |      |      |      | 6.   |      | 4.   |      |
| Weltmeisterschaften       |      | 20.  | 20.  | 13.  | 6.   | 7.   | 5.   | 4.   | 3.   | 2.   |
| Europameisterschaften     | 18.  | 18.  | 15.  | 12.  | 7.   | 8.   | 6.   | 3.   | 4.   | 1.   |
| Finnische Meisterschaften |      | 1.   | 1.   | 1.   | 1.   | 1.   |      |      |      | 1.   |